# ОШ „Драги Микић” Бошњане
ОШ „Драги Микић” Бошњане је државна установа основног образовања која се налази у насељеном месту Бошњане, на територији општине Варварин.

## Историјат
Од 1861. године па до 1888. године деца из Бошњана основно школско знање стицала су у школи у Маскару да би на Збору мештана села Бошњане 1888. године, одлучено да се тадашњем Министарству просвете и црквених дела, упути молба и дозволи отварање школе у Бошњану са образложењем да се број ђака у оба села знатно повећао и да је потребан још један учитељ.
Преко Начелства, тада округа Јагодинског и среза Темнићког, поменуто министарство је наложило да се одреди лекар и инжењер који ће прегледати приватну кућу Милоша Стевановића, која је у то време имала нешто више простора од других домаћинстава, ради решавања питања привременог објекта за рад школе. Kућа која је као и друге у селу била чатмара, према налазима одређених и послатих стручњака, била је удобна и видна учионица која може да послужи за школу дуже време. Незадовољан ажурношћу Министарства просвете, тадашњи кмет села Милан Мишковић, у име свих сељана, поново се обратио молбом 20. септембра 1888. године, да министар пошаље учитеља.
Већ 1. октобра исте године, одобрено је отварање школе а 16. октобра стигла је и учитељица, која је радила са децом уписаном у сва четири разреда. Тачних података о броју уписаних ученика за ту годину нема. Према познатим подацима 42-је похађало школу у Маскару и да је са уписанима у први разред било 50 ученика, али нема података да ли су међу њима биле и девојчице. За то време школски одбор је радио на прорачунима за изградњу нове школе, која је током лета и стављена под кров. Зграда је била од тврдог материјала, имала је две учионице у које је могло да стане по 24 ученика а изграђена су и два стана за учитеље. Почетком школске 1889/1890. године после уписа првака школу је похађало 70 ученика. Зграда је подигнута у средини села на малом узвишењу. Током Балканских и Првог светског рата школа није радила, а зграда је претрпела велика оштећења.
Рад је обновљен после ослобођења али са мањим бројем ученика него на оснивању 1888. године. Светосавска прослава била је свечаност у школи, а колачари су били родитељи ученика.
Након Другог светског рата 1956-1957. године прешло се у тадашњој Југославији на обавезно осмогодишње образовање, а Народни одбор Општине Варварин дао је сагласност да школа у Бошњану прерасте у осмогодишњу што је довело до проблема са простором тако да се део деце сели у Дом културе а други остаје у старој школској згради што доводи и до проблема са наставним кадром.
У априлу 1971. године завршени су и унутрашњи радови на новој школској згради са осам учионица и наменским просторијама у сутерену школе а званично почиње са радом 9. маја који је и данас Дан школе. У новим просторијама и данас настава се изводи у специјализованим учионицама и кабинетима. На првом спрату изводи се настава за ученике нижих разреда. У приземљу су специјализоване учионице за српски и руски језик, математику, историју, географију, ликовно и музичко васпитање. У сутерену су учионице за биологију и хемију и познавање природе, радионица за опште-техничко и учионица за физику као и канцеларије. Због недостатка простора за физичко васпитање у згради старе школе адаптирана је једна просторија.
У оквиру школе ради као и свих претходних година од завршетка садашње школске зграде ђачка кухиња а школа има и истурено одељење четворогодишње школе у Маскару.
Током година додата је зграда са мокрим чвором, урађено централно грејање а у оквиру школе изграђен је и савремени полином који се користи за школске активности али и рекреацију мештана села Бошњане.
Ученици школе током година постојања име села и захваљујући оштороумности и жељи да се деца села Бошњана школују, са завршеним факултетским дипломама враћала су се у своје село или су помагали са функција и позиција својим сељанима. Межу њима су лекари, доктори ветерине, економисти, привредници.
И док је школа седамдесетих година имала деце и за по два одељења у појединим генерацијама, сада је као и у осталим школама Општине Варварин, једини проблем све мањи број ученика.